# Tatjana Gennadjewna Woronowa

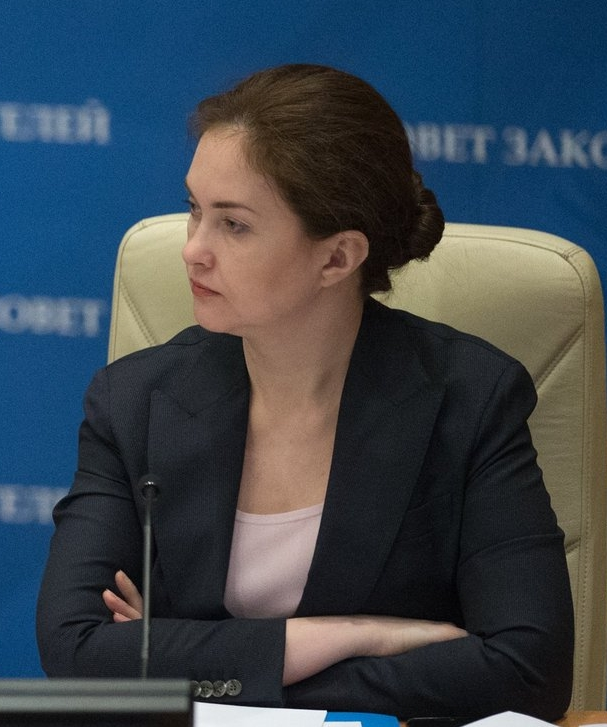
Tatjana Gennadjewna Woronowa (2017)

Tatjana Gennadjewna Woronowa (russisch Татья́на Генна́дьевна Во́ронова; * 30. März 1975 in Taischet, RSFSR, UdSSR) ist eine russische Politikerin und Staatsfrau.

## Biographie
Woronowa absolvierte 1997 das Studium der Wirtschaftswissenschaften an der Staatlichen Baikal-Universität (damals die Irkutsker-Wirtschaftsakademie). Von 1998 bis 2000 war sie als Managerin im Jugendzentrum „Elbor“ (Эльбор), anschließend bis 2001 als Expertin im regionalen Jugendpersonalzentrum von Irkutsk tätig. Parallel fungierte sie als Vorstandsvorsitzende der Irkutsker Abteilung der Bewegung „Jugendeinheit“.
2004 wurde Woronowa in die Gesetzgebende Versammlung der Oblast Irkutsk gewählt und übernahm dort den Vorsitz des Ausschusses für Sozial- und Kulturrecht.
Von 2005 bis 2007 leitete Woronowa den Koordinierungsrat von Molodaja Gwardija, der Jugendorganisation der Partei Einiges Russland.
Im Dezember 2007 ließ sich Woronowa vom Autonomen Kreis der Ust-Ordynsker Burjaten in die russische Staatsduma der fünften Einberufung wählen. Hier gehörte sie der Fraktion Einiges Russland an. Mit dem Ende der Legislaturperiode im Dezember 2011 wurde Woronowa zum Mitglied der Zentralen Wahlkommission der Russischen Föderation ernannt.
Nach der Duma wechselte Woronowa in die russische Präsidialverwaltung, wo sie bis 2015 als stellvertretende Leiterin beschäftigt war. Am 23. März 2015 wurde sie zur Leiterin der Abteilung Innenpolitik der Präsidialadministration berufen. Am 16. Juni 2015 wurde Woronowa zum Wirklicher Staatsrat 1. Klasse der Russischen Föderation befördert.
Am 22. Oktober 2016 rückte Woronowa zur Stabschefin der Staatsduma auf und löste dabei die langjährige Amtsinhaberin Dschachan Pollyewa ab.